# تاکایوکی ۸۲۹۴
سیارک ۸۲۹۴ (به انگلیسی: 8294 Takayuki، نامگذاری:1992UM3) هشت هزار و دویست و نود و چهارمین سیارک کشف شده‌است که در ۲۶ اکتبر ۱۹۹۲ کشف شد.
قدر مطلق سیارک برابر ۱۲٫۰۰ است.